# Посавски партизански одред (Срем)
Посавски  народноослободилачки партизански (НОП) одред је био партизанска јединица у саставу Народноослободилачке војске и партизанских одреда Југославије током Другог светског рата у Србији.

## Историјат
Формиран је 22. јула 1942, од делова Фрушкогорског и Подунавског НОПО и месних партизанских десетина. Крајем августа имао је три чете. Дејствовао је између железничке пруге Сремска Митровица—Београд и Саве, нападајући окупаторов саобраћај и мања упоришта. Пошто је спалио
око 700 јутара пшенице и уништио већи број вршалица и косачица, у јулу и августу омео је жетву окупатора. Појачаном активношћу Одред је растурио општинске управе окупатора готово у свим селима и потпуно онемогућио телефонско-телеграфске везе у том подручју. У септембру 1942. преформиран је у Посавски батаљон, у саставу три чете и ударни вод, укупно 210 бораца. Ушао је у састав 3. НОП одреда 3. оперативне зоне Хрватске као 3. батаљон. Наредбом ГШ НОВ и ПО Војводине од 22. јула 1944. формиран је нови Одред, који је имао 2 батаљона и око 400 бораца. Дејствовао је на подручју југоисточног Срема и био под командом Сремске оперативне зоне. Одред је нападао непријатељев саобраћај и рушио железничку пругу Сремска Митровица—Земун. Расформиран је 11. ИX 1944, а његово људ-
ство ушло је у састав 10. војвођанске бригаде.